# Токбанов, Куанышнияз Айтбаевич
Куанышнияз Айтбаевич Токбанов (каз. Қуанышнияз Айтбайұлы Тоқбанов; 4 января 1939 года, Бекдаш, Красноводская область, Туркменская ССР, СССР — 2012, Жанаозен, Казахстан) — советский и казахский нефтяник, геолог. Является одним из первых разработчиков нефтяных месторождений «Озен». Почётный гражданин города Жанаозен (1999). Отличник нефтяной промышленности СССР. Отличник изобретательства и рационализации СССР (1981).

## Биография
Родился 4 января 1939 года в городе Бекдаш Красноводской области Туркменской ССР.
В 1956 году окончил казахско-русскую школу в Бекдаше.
В 1961 году завершил обучение в нефтяном институте в Небе даге и Московский институт нефти и газа им. И.М.Губкина «нефтяник, геолог»
В 1957 году в администрации «Кумдагмунай» (Туркменистан) работал оператором, мастером и инженером.
С 1964 по 2001 год работал мастером комсомольской молодежной команды в Узене, а также старшим инженером и руководителем технического центра.
Умер в 2012 году.

## Награды и звания
- 1970 — Медаль «В ознаменование 100-летия со дня рождения Владимира Ильича Ленина»
- 1971 — Орден Трудового Красного Знамени за открытие и разведку нефтяного месторождения (20 марта 1971 год)
- 1981 — Медаль «Отличник изобретательства и рационализации СССР»
- 1985 — Бронзовая медаль ВДНХ
- 1985 — Медаль «Ветеран труда»
- 1999 — Медаль «За трудовое отличие» (Казахстан) за заслуги в нефтяной промышленности Казахстана (01.09.1999)
- 1999 — Присвоено почетное звание «Почётный гражданин города Жанаозен» за выдающиеся достижения в развитии города (04.02.1999)
- 1999 — Медаль «100 лет казахстанской нефти»
- 2009 — Орден Курмет за выдающиеся достижения в нефтяной промышленности Казахстана (04.12.2009)
- Удостоен юбилейной медали «40 лет Узеньского месторождения», «35 лет Мангистауской области», «40 лет Мангистауской области», «40 лет Жанаозене» и.др.